# Geisenhain
Geisenhain là một đô thị thuộc huyện Saale-Holzland, trong bang Thüringen, Đức. Đô thị Geisenhain có diện tích 4,6 km².